# Pelagibacterales
Les Pelagibacterales sont un ordre dans les Alphaproteobacteria composé de bactéries libres (non attachées à des particules) qui constituent environ une cellule sur trois à la surface de l'océan,,. Globalement, les membres des Pelagibacterales constitueraient entre un quart et la moitié de toutes les cellules procaryotes de l'océan. 
Initialement, ce taxon était connu uniquement par des données métagénomiques et était connu comme le clade SAR11. Il a d'abord été placé dans les Rickettsiales, mais a ensuite été élevé au rang d'ordre, puis placé comme ordre sœur des Rickettsiales dans la sous-classe des Rickettsidae. Il comprend l'espèce marine très abondante Pelagibacter ubique. 
Les bactéries de ce clade ont une taille exceptionnellement petite. En raison de leur petite taille de génome et de leurs fonctions métaboliques limitées, les Pelagibacterales sont devenues un organisme modèle pour les études dans le cadre de la « théorie de la rationalisation ». 
P. ubique et les espèces apparentées sont des oligotrophes (détritivores) et se nourrissent de carbone organique dissous et d'azote organique dissous. Ils sont incapables de fixer le carbone ou l'azote, mais peuvent effectuer le cycle de Krebs avec un bypass de glyoxylate et sont capables de synthétiser tous les acides aminés à l'exception de la glycine, ainsi que certains cofacteurs. Ils ont également un besoin inhabituel et inattendu de soufre réduit. 
P. ubique et les membres du sous-groupe océanique I utilisent la gluconéogenèse, tandis que d'autres sous-groupes sont capables d'utiliser la voie de la glycolyse typique. 
Contrairement à Acaryochloris marina, P. ubique n'est pas photosynthétique — en particulier, elle n'utilise pas la lumière pour augmenter l'énergie de liaison d'une paire d'électrons — mais elle possède de la protéorhodopsine (incluant la voie de biosynthèse du rétinol) pour sa production d'ATP à partir de la lumière. 
Les bactéries SAR11 sont à l'origine d'une grande partie du méthane dissous à la surface de l'océan. Elles extraient le phosphate de l'acide méthylphosphonique. 
Bien que le taxon dérive son nom de l'espèce type P. ubique (espèce à statut Candidatus), cette espèce n'a pas encore été officiellement publiée de façon validée par la communauté scientifique, et donc ni le nom d'ordre ni le nom d'espèce n'ont de statut taxonomique officiel.

## Sous-groupes
Actuellement, l'ordre est divisé en cinq sous-groupes : 
- Sous-groupe Ia : vit dans l'océan ouvert, groupe de la couronne — comprend la souche P. ubique HTCC1062
- Sous-groupe Ib : vit dans l'océan ouvert, constitue un clade-frère au sous-groupe Ia
- Sous-groupe II : vit au niveau des côtes, groupe basal à Ia + Ib
- Sous-groupe III : vit dans les eaux saumâtres, groupe basal à I + II avec son clade-frère IV
- Sous-groupe IV, également appelé clade LD12 : vit en eau douce[14]
- Sous-groupe V : comprend l'alphaproteobactérie HIMB59, basal par rapport au reste

Ce qui précède résulte en un cladogramme des Pelagibacterales construit comme suit : 
|  | \| \| Sous-groupe Ia (appelé Pelagibacteraceae, inclut le genre Pelagibacter) \| \| \| \| \| \| Sous-groupe Ib \| \| \| \| |
|  | |
|  | Sous-groupe II |
|  | |
|  | Sous-groupe Ia (appelé Pelagibacteraceae, inclut le genre Pelagibacter)                                                    |
|  | |
|  | Sous-groupe Ib |
|  | |

|  | Sous-groupe Ia (appelé Pelagibacteraceae, inclut le genre Pelagibacter) |
|  |                                                                         |
|  | Sous-groupe Ib                                                          |
|  |                                                                         |

|  | \| \| Sous-groupe IIIa \| \| \| \| \| \| Sous-groupe IIIb \| \| \| \| |
|  |                                                                       |
|  | Sous-groupe IV (appelé clade LD12, inclut les bactéries SAR11)        |
|  |                                                                       |
|  | Sous-groupe IIIa                                                      |
|  |                                                                       |
|  | Sous-groupe IIIb                                                      |
|  |                                                                       |

|  | Sous-groupe IIIa |
|  |                  |
|  | Sous-groupe IIIb |
|  |                  |

|  | \| \| Sous-groupe Ia (appelé Pelagibacteraceae, inclut le genre Pelagibacter) \| \| \| \| \| \| Sous-groupe Ib \| \| \| \| |
|  | |
|  | Sous-groupe II |
|  | |
|  | Sous-groupe Ia (appelé Pelagibacteraceae, inclut le genre Pelagibacter)                                                    |
|  | |
|  | Sous-groupe Ib |
|  | |

|  | Sous-groupe Ia (appelé Pelagibacteraceae, inclut le genre Pelagibacter) |
|  |                                                                         |
|  | Sous-groupe Ib                                                          |
|  |                                                                         |

|  | \| \| Sous-groupe IIIa \| \| \| \| \| \| Sous-groupe IIIb \| \| \| \| |
|  |                                                                       |
|  | Sous-groupe IV (appelé clade LD12, inclut les bactéries SAR11)        |
|  |                                                                       |
|  | Sous-groupe IIIa                                                      |
|  |                                                                       |
|  | Sous-groupe IIIb                                                      |
|  |                                                                       |

|  | Sous-groupe IIIa |
|  |                  |
|  | Sous-groupe IIIb |
|  |                  |

## Place phylogénétique et théorie endosymbiotique
Une étude réalisée en 2011 par des chercheurs de l'Université d'Hawaï à Mānoa et de l'Université d'État de l'Oregon a émis l'hypothèse selon laquelle le groupe des SAR11 pourrait être un ancêtre des mitochondries que l'on trouve dans la plupart des cellules eucaryotes. Cependant, ce résultat pourrait représenter un artefact de reconstruction d'arbre phylogénétique qui serait dû à un biais compositionnel.